# Remijia hispida
Remijia hispida är en måreväxtart som beskrevs av Richard Spruce och Karl Moritz Schumann. Remijia hispida ingår i släktet Remijia och familjen måreväxter. Inga underarter finns listade i Catalogue of Life.